# Liszt-Haus Weimar

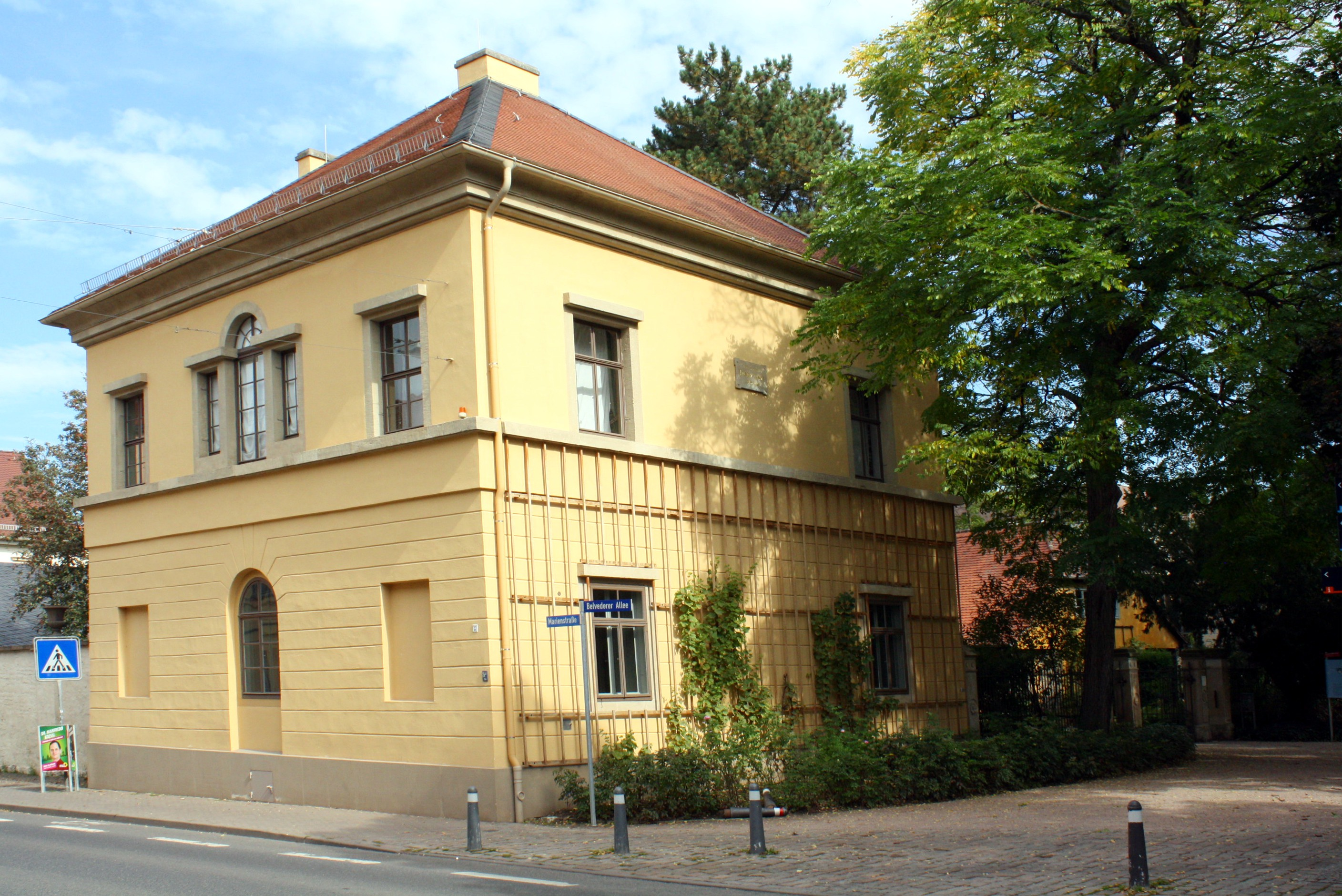
Südwestansicht

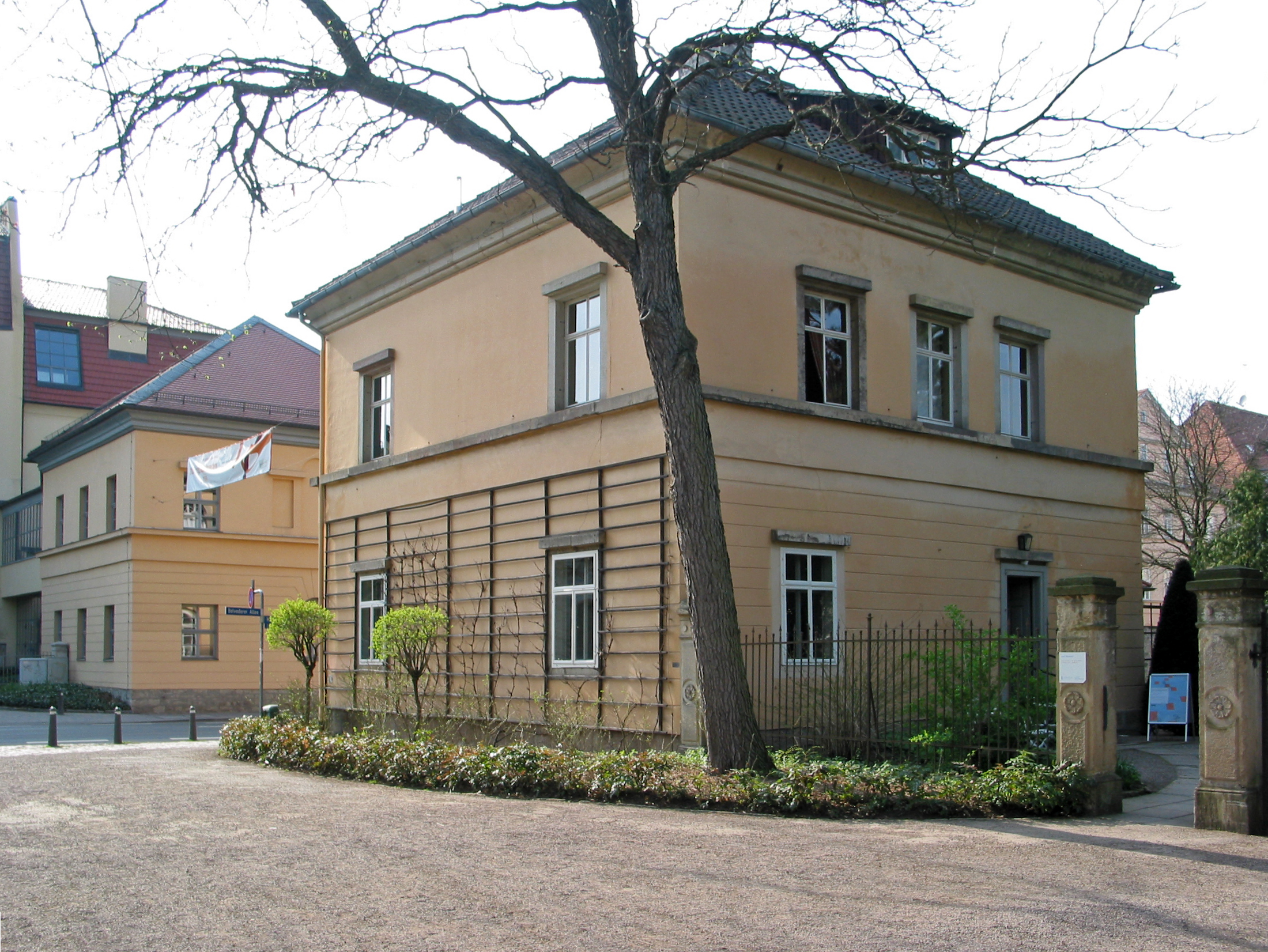
Südostansicht

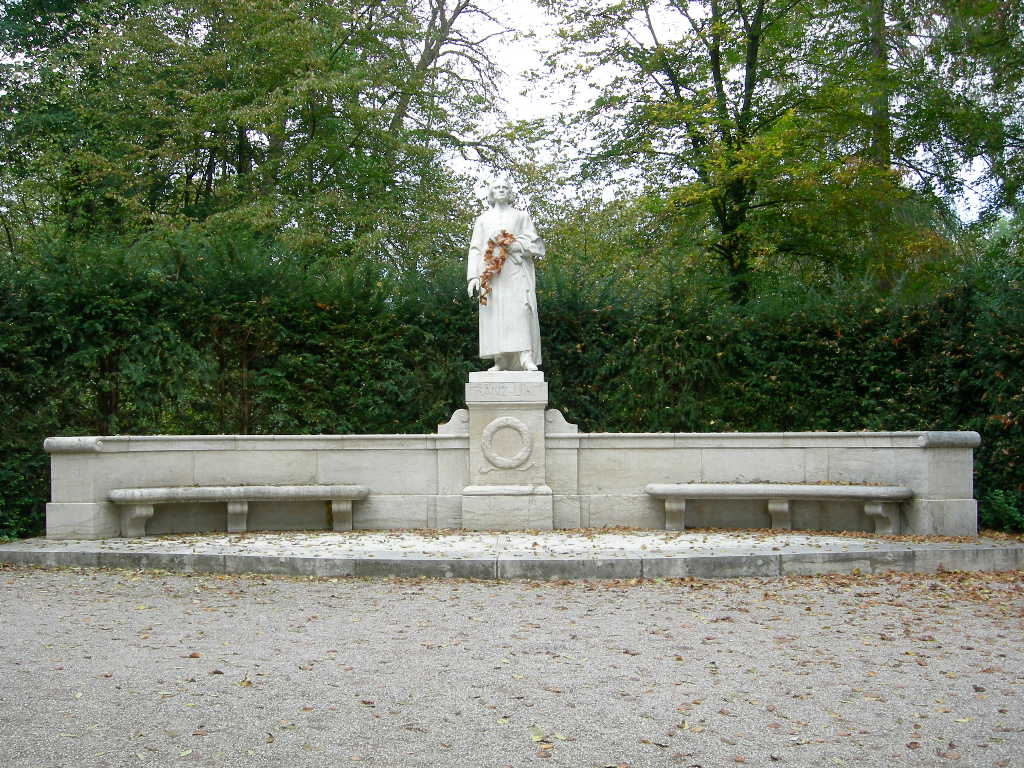
Liszt-Denkmal

Das Liszt-Haus Weimar ist das heute als Museum genutzte frühere Wohnhaus des Komponisten und Pianisten Franz Liszt in Weimar. Das Haus befindet sich in der  Marienstraße17 vor dem Beginn der Belvederer Allee südlich des Weimarer Stadtzentrums am Rande des Ilmparks.

## Geschichte
Das Haus wurde 1798/99 als Wohn- und Dienststelle des herzoglichen Hofgärtners erbaut. Außerdem befand sich hier auch die Hofgärtnerei. Die Pläne für das Haus entwarf der Hofarchitekt Johann Friedrich Rudolf Steiner. Auf der gegenüber liegenden Straßenseite entstand ein Wohnhaus in der gleichen Form von Coudray 1818/19. Beide Gebäude, die damals am Südrand des Stadtgebietes lagen, bilden einen repräsentativen Zugang zur Stadt. Im Jahr 1819 wurde das Liszt-Haus unter der Leitung des Architekten Clemens Wenzeslaus Coudray grundlegend umgestaltet, so dass es heute zu den charakteristischen Beispielen der Weimarer klassizistischen Baukunst gehört. Beteiligt war daran auch Baurat Carl Friedrich Christian Steiner. Das dem Liszthaus gegenüberliegende Pendant  war das Haus des Floßgeldeinnehmers gewesen. Dieses Gebäude (heute zur Bauhaus-Universität Weimar gehörig), wie auch das Liszt-Haus selbst, besser gesagt das Gebäude der Hofgärtnerei, wurde im Zweiten Weltkrieg bei einem der Luftangriffe auf Weimar getroffen. Nach einer Notsicherung im Winter 1945/46 erfolgten in den Jahren 1948 bis 1952 umfassende Instandsetzungs- und Umbaumaßnahmen.
Im Erdgeschoss wohnten bis zum Jahr 1918 die Weimarer Hofgärtner. Von 1854 bis 1868 diente die obere Etage den Kunstmalern Friedrich Preller d. Ä. und Hermann Wislicenus als Atelier. Liszt wohnte, bevor er das Haus bezog, von 1848 bis 1861 inoffiziell und de facto in der sogenannten Altenburg in Weimar, offiziell dagegen im Weimarer Hotel Erbprinz. Carl Alexander stellte 1869 Franz Liszt die obere Etage der Hofgärtnerei zur Verfügung, in der der Komponist bis zu seinem Tod 1886 jährlich mehrere Monate (im Wechsel mit Rom und Budapest) verbrachte. Die Einrichtung der Wohnräume in der oberen Etage für Liszt erfolgte durch die Großherzögin, Sophie von Oranien-Nassau.
Nach dem Tode Liszts am 31. Juli 1886 verfügte Carl Alexander, dass die obere Etage museal genutzt werden solle. Der Bechstein-Flügel, der Liszt bereits zu Lebzeiten von der Herstellerfirma zur Verfügung gestellt worden war, ist ein Geschenk von Carl Bechstein an das neu gegründete Museum. Nach der Abdankung von Wilhelm Ernst und dem damit verbundenen Ende des Großherzogtums Sachsen-Weimar-Eisenach 1918 wurde das Liszt-Haus Eigentum des Landes Thüringen und als solches vom Goethe-Nationalmuseum verwaltet. Im Zweiten Weltkrieg wurde das Haus stark beschädigt und zu Beginn der 50er-Jahre umfangreich restauriert. 1954 übernahmen die Nationalen Forschungs- und Gedenkstätten der klassischen deutschen Literatur in Weimar (heute Klassik Stiftung Weimar) das Gebäude, die in den Folgejahren umfangreiche Instandsetzungsarbeiten durchführten.
Im Jahre 2002 wurde am Liszt-Haus eine Gedenktafel der Namensgeberin der Marienstraße, Maria Pawlowna, angebracht durch die Maria-Pawlowna-Gesellschaft, die von deren Ehrenmitglied Ilse-Sibylle Stapff enthüllt wurde.
Seit Juli 2006 werden die historischen Wohnräume durch eine Dauerausstellung im Erdgeschoss zu Liszts Leben und Wirken ergänzt, ein Kooperationsprojekt der Klassik Stiftung Weimar mit der Hochschule für Musik Franz Liszt Weimar und der Bauhaus-Universität Weimar. 2010/2011 erfolgte eine denkmalpflegerische Instandsetzung der historischen Innenräume des Obergeschosses und die Sanierung von Dach und Fassade.

Historische Ansichten
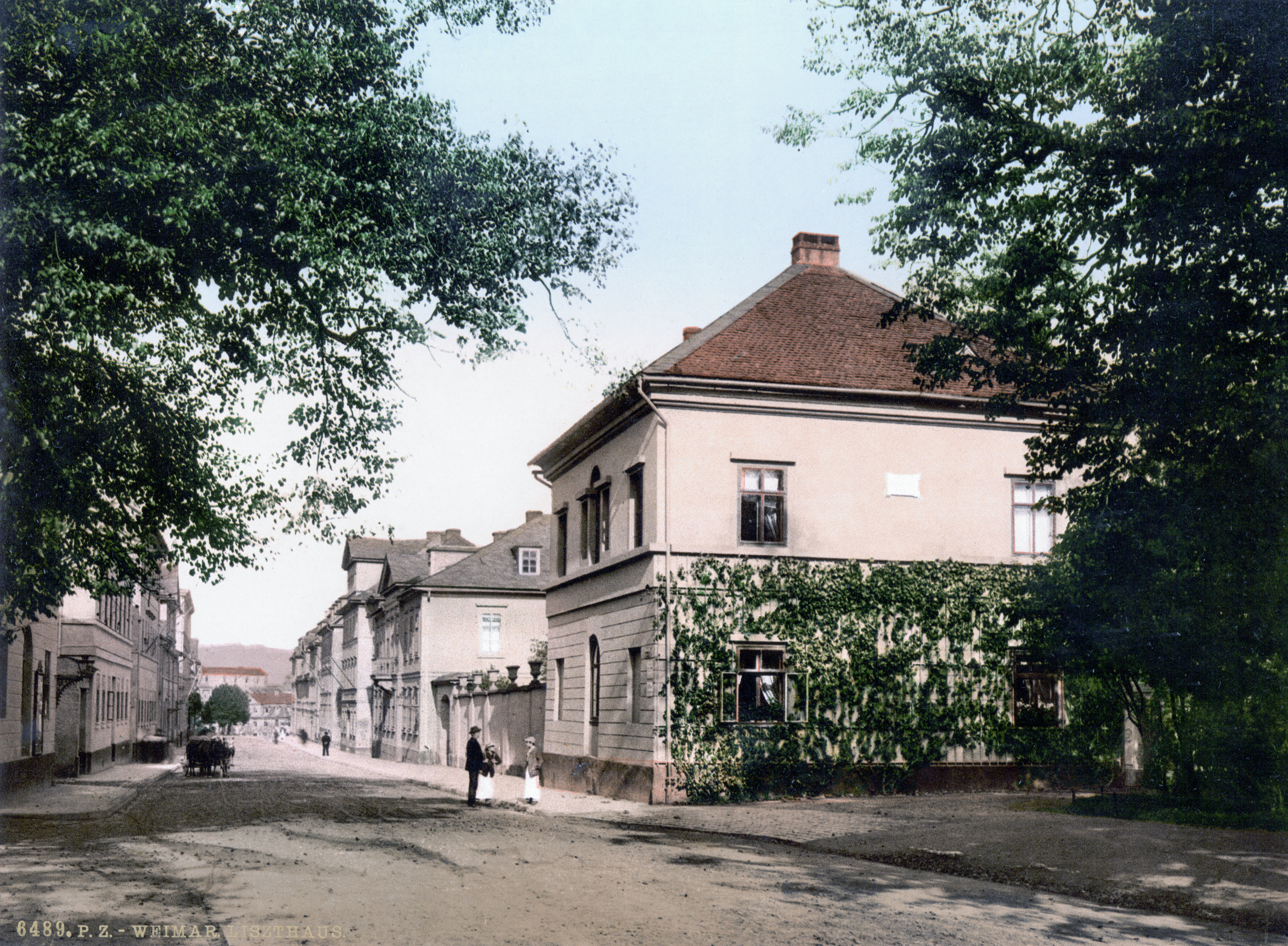
Liszt-Haus vor 1899
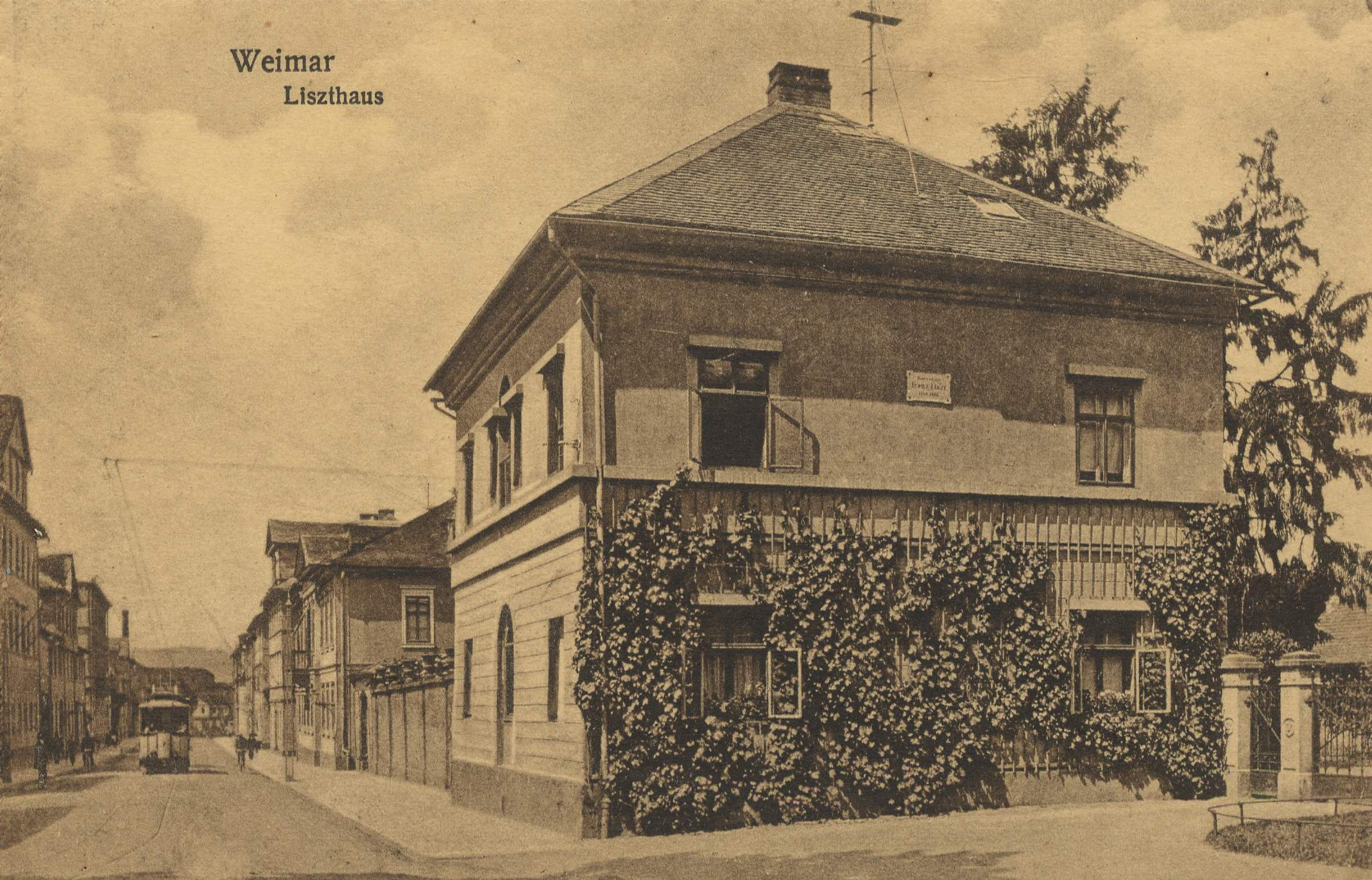
Liszt-Haus nach 1899 mit Straßenbahn in Richtung Falkenburg
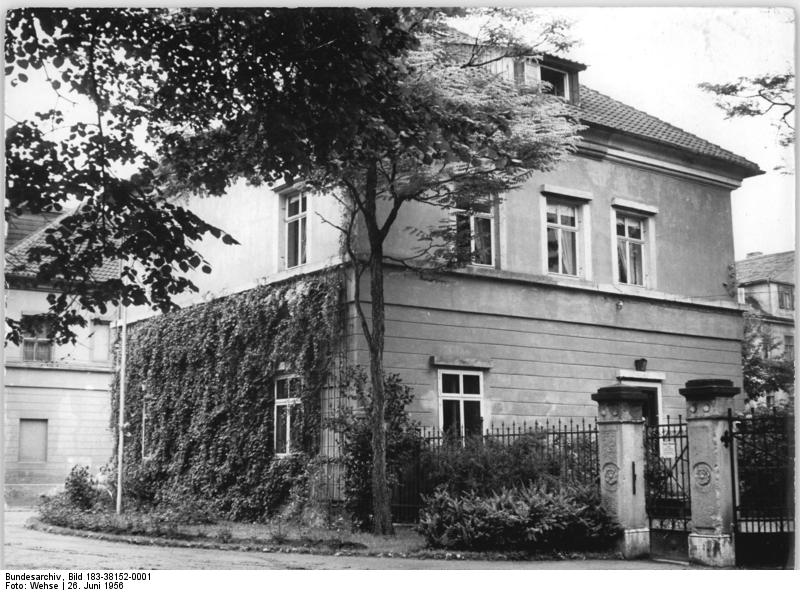
Rückseite mit Eingang (1959)
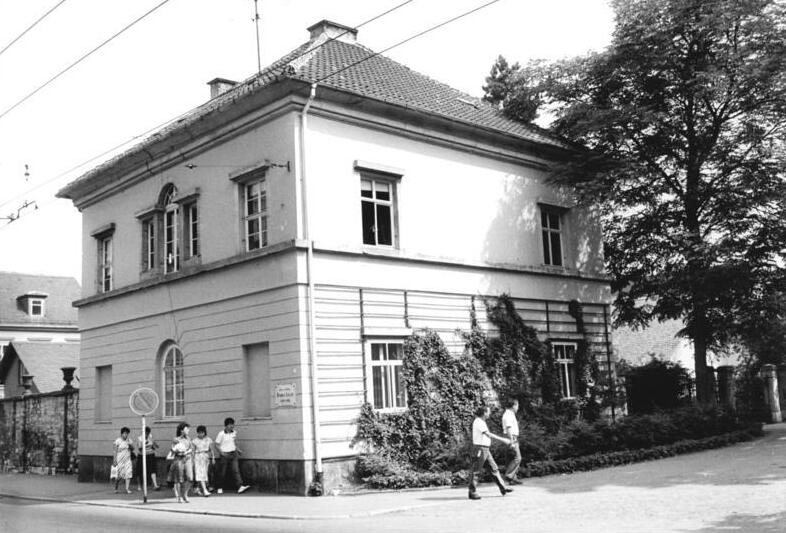
Straßenansicht (1986)
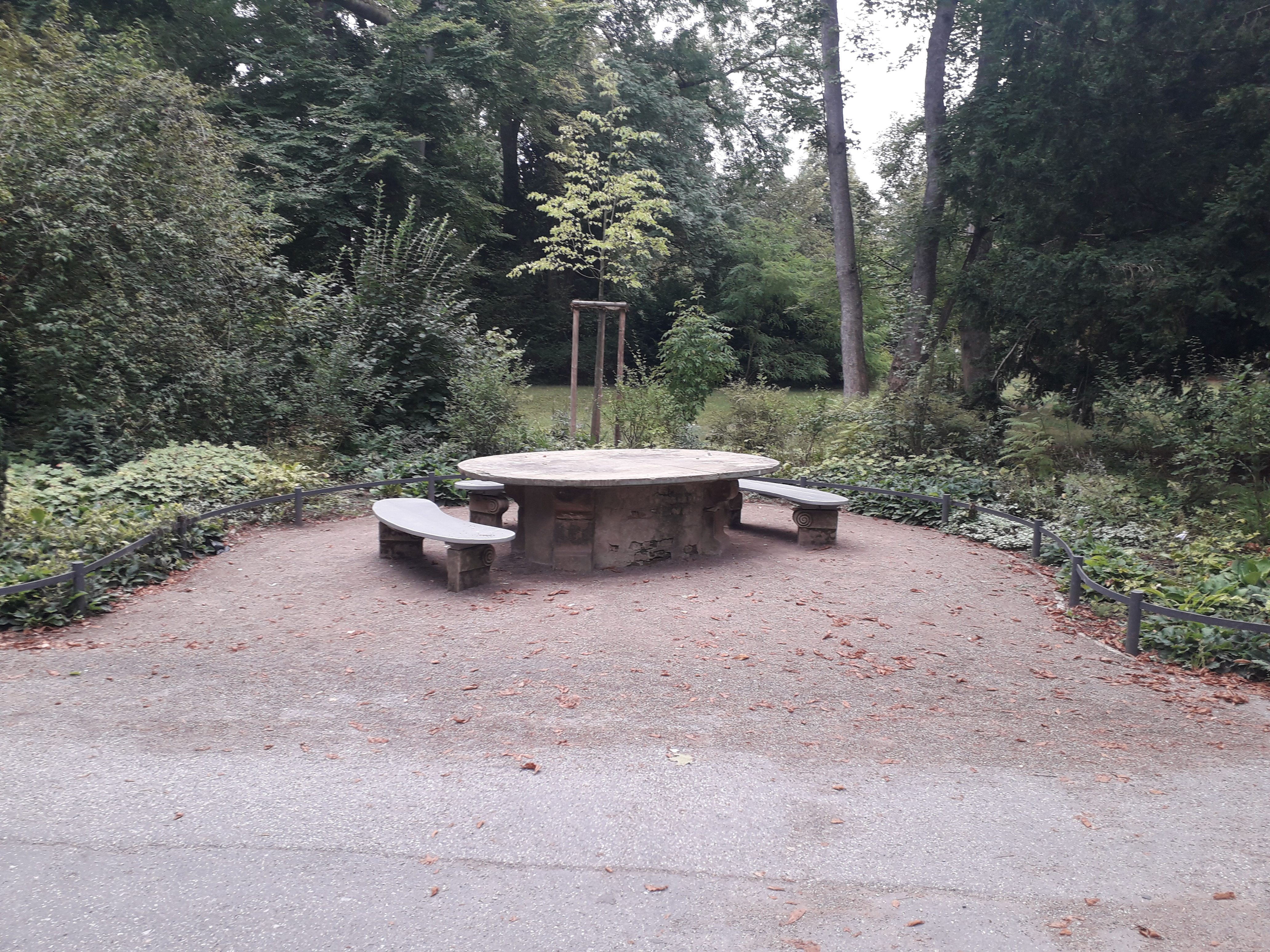
Steintisch unweit des Liszt-Hauses, Weimar

## Rundgang
Obergeschoss: Im Treppenhaus, vor dem Eingang ins Obergeschoss, befindet sich ein im impressionistischen Stil gehaltenes Gemälde von Franz Gustav Arndt, das der Weimarer Malerschule zuzurechnen ist. Das Gemälde zeigt einen knienden Mann vor einem sitzenden Mädchen im nächtlichen Wald und trägt den Titel Consolation (Trost). Der eigentliche Rundgang beginnt im Obergeschoss mit dem Musiksalon, in dem Liszt zwischen 1869 und 1886 seine regelmäßigen Sonntagsmatineen stattfinden ließ. Hier steht der Bechsteinflügel und das Ibachklavier, auf denen Liszt seine Schüler unterrichtete. Das daneben liegende Arbeitszimmer enthält einen großen Schreibtisch und einen kleinen Sekretär, über dem ein Porträtrelief des Großherzogs Carl Alexander hängt. Von hier gelangt man auch auf die andere Seite des Gebäudes in Liszts schlicht eingerichtetes Schlafzimmer. Die Einrichtung (Bett, Waschtisch, Stühle, Paravent) ist durch eine Inventarliste des Jahres 1887 bezeugt. Hier steht auch ein verschließbarer Bücherschrank, der Liszt zur Aufbewahrung von Noten diente. Vom Schlafzimmer gelangt man in das Speisezimmer, dessen Ausstattung nicht aus diesem Haus ist, aber aus Liszts Besitz stammt. Als drittes Obergeschosszimmer auf dieser Gebäudeseite ist das Dienerzimmer für Liszts Kammerdiener Fortunato zu besichtigen, das aber keine originalen Möbel von Liszt mehr enthält.
Erdgeschoss: Im Erdgeschoss wurde in fünf Räumen eine Dauerausstellung zur Biografie und den Wirkungsbereichen Liszts als Dirigent, Organisator und Pianist gezeigt. Ein Raum enthielt ein Hörkabinett, in dem zweimal täglich ein wechselndes Musikprogramm mit Klavierstücken und Orgelwerken von Liszt zu hören war. Der letzte Raum stellte Liszt als Komponisten und Pädagogen auch in Bezug auf seine Religiosität vor.
Derzeit (2024) befinden sich in den Räumen wechselnde Kunstausstellungen ohne Bezug zu Liszt.

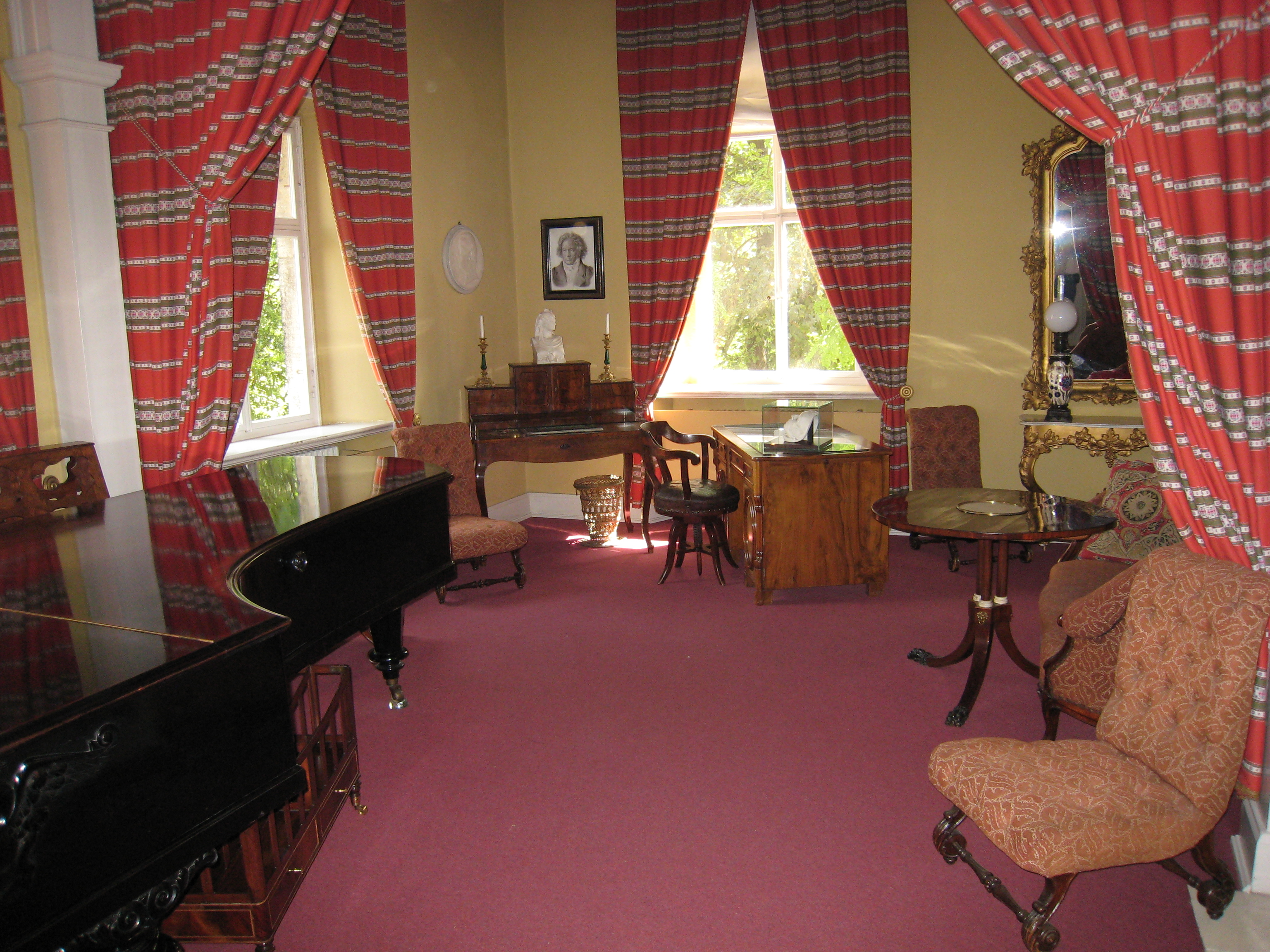
Arbeitszimmer im Liszt-Haus, Weimar
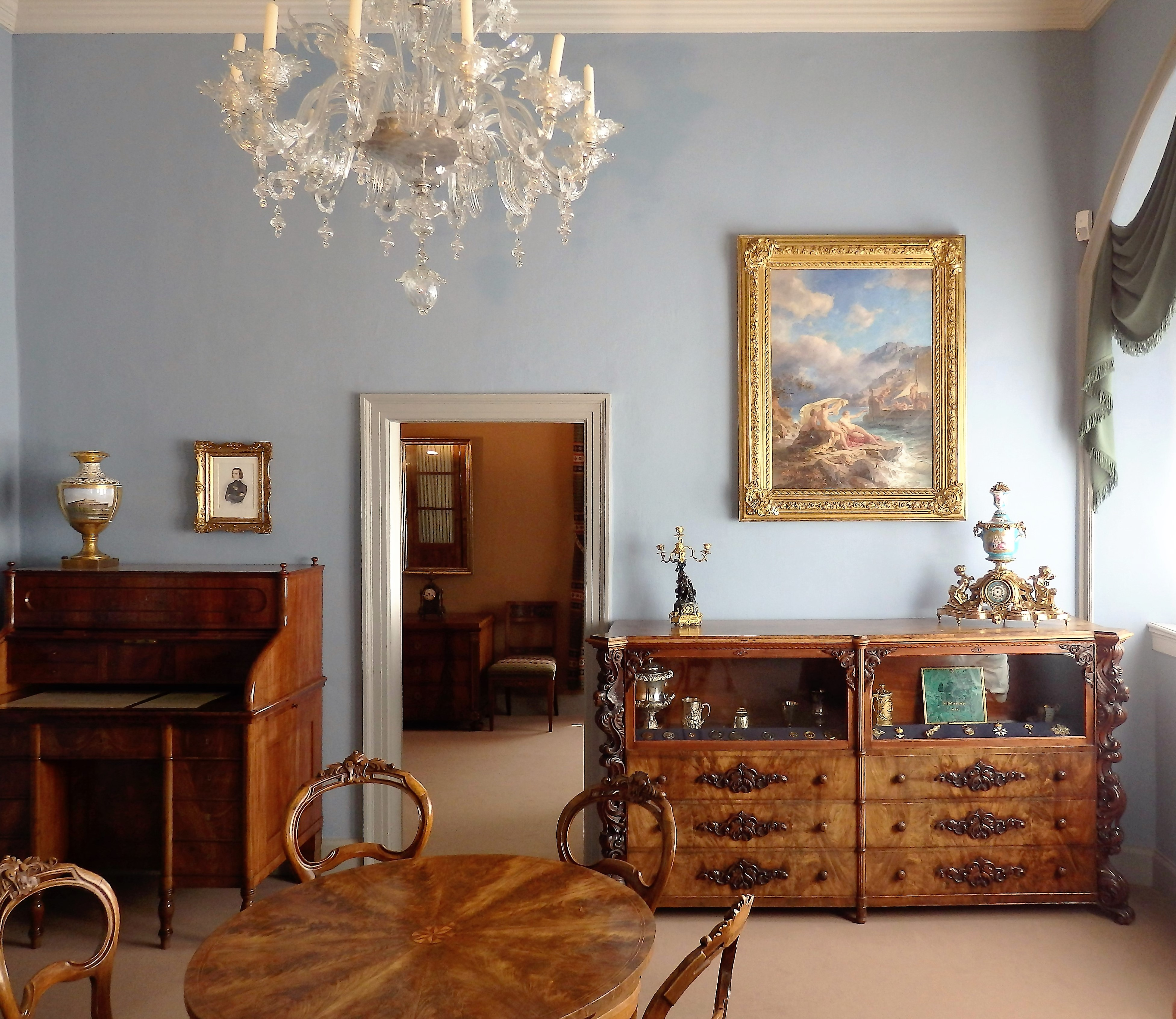
Speisezimmer im Liszt-Haus, Weimar
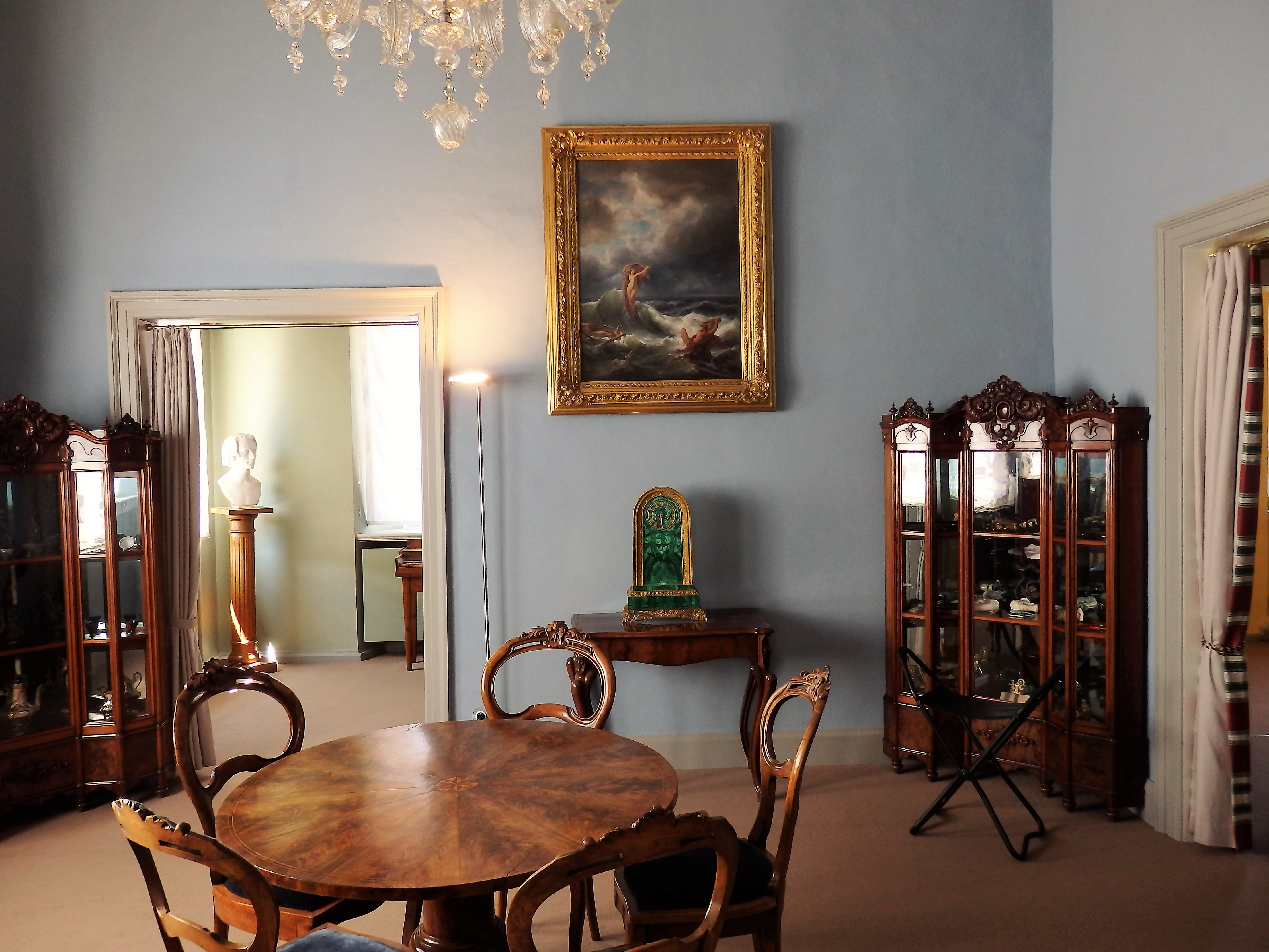
Speisezimmer Liszt-Haus, Weimar, andere Seite
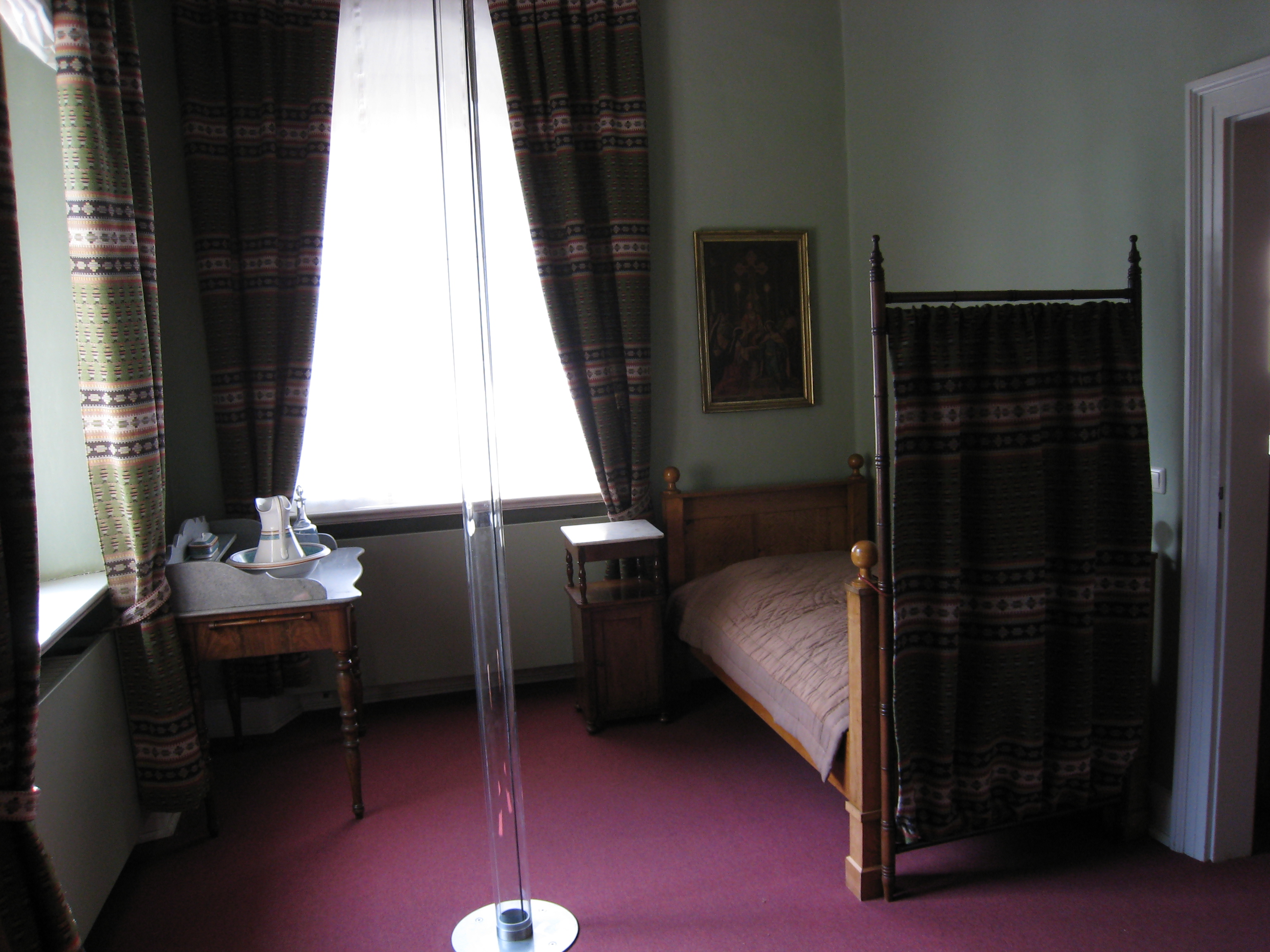
Schlafzimmer im Liszt-Haus, Weimar

Umgebung: Unweit des Liszt-Hauses steht im Park an der Ilm das Liszt-Denkmal aus weißem Carrara-Marmor, welches der Bildhauer Hermann Hahn schuf und das 1902 enthüllt wurde. Außerdem befindet sich in dem Bereich ein ovaler Steintisch, der auch denkmalgeschützt ist. Er ist verzeichnet auf der Liste der Kulturdenkmale in Weimar (Sachgesamtheiten und Ensembles). Dieser Steintisch besteht aus einem verputzten Ziegelsteinsockel und einer steinernen ovalen Rundplatte aus Sandstein. "Der Steintisch steht seit 1906 an seinem jetzigen Platz. Seine Herkunft ist nicht eindeutig. Er stand vermutlich entweder im sogenannten „Rothäuser Garten“, einem schon von Herzog Carl August selbst wieder aufgegebenen Parkteil des Herzoglichen Parks oder Am Stern, der heute  Teil des Parks an der Ilm ist. Erbaut wurde er vermutlich 1783 und hatte ursprünglich ein hölzernes Untergerüst, das in der 1. Hälfte des 19. Jhs. durch sandsteinerne Tischbeine ersetzt wurde. Das Mauerwerk zwischen den Tischbeinen kam vmtl. erst 1906 hinzu, genauso wie die Sitzbänke. Der Steintisch wird aktuell gesichert, konserviert und restauriert, da er starke Beschädigungen aufwies. Im Vorfeld der Sicherungsmaßnahme wurde er bauhistorisch untersucht." Andere Angaben verweisen auf den Stern.  Der Tisch kam wohl im Zuge der Parkerneuerungsarbeiten von Otto Ludwig Sckell von 1900–1906 an diese Stelle, wobei der Mauergarten entfernt wurde und der Eingangsbereich zum Ilmpark verbessert wurde. Der Steintisch liegt etwas abseits und erfährt leider verhältnismäßig wenig Aufmerksamkeit. Selbst in der Literatur zum Ilmpark erfährt man über diesen so gut wie nichts! Inzwischen ist er saniert und seine Einfassung wurde 2021 umgestaltet. 2021 bekam der Steintisch die Umgrenzung mit einem Bandstahl-Zäunchen, wo vorher ein zeitweiliger Maschendrahtzahl diesen umgab. In der näheren Umgebung von Liszt-Haus, Steintisch und Liszt-Denkmal liegt der Sowjetische Ehrenfriedhof im Ilmpark, der wiederum bei Gino Hahnemann eine Rolle spielt.